# Nad Mszańcem
Nad Mszańcem – szczyt o wysokości 549 m n.p.m. w bocznej odnodze grzbietu Pasma Braniowa na terenie Pogórza Przemyskiego. Jego stoki opadają: na północny wschód - ku Przełęczy Wecowskiej, na północ - ku dolinie potoku Mszaniec, zaś na południe - ku dolinie potoku Gniłe.

## Szlaki turystyczne
- Niebieski szlak turystyczny Rzeszów – Grybów na odcinku: Jureczkowa – Braniów – Nad Mszańcem – Przełęcz Wecowska – Przełęcz pod Jamną – Suchy Obycz